# 逆否命题
逆否命题（英語：contrapositive）是邏輯和数学的一種結構變換推理，一般用於在逻辑等价的前提下改變條件命題的結構。逆否命题也用于对位证明法（英語：proof by contrapositive）。逆否定将前件与后件否定和互逆。
给予初始实质条件命题“若P，则Q”：{\displaystyle P\to Q}，其逆否命题为“若非Q，则非P”{\displaystyle \neg Q\to \neg P}。
若 P，则 Q。—— 若非 Q，则非 P。 例如：“若现在在下雨，则我穿雨衣。”  —— “若我不穿雨衣，则现在不下雨。”
原命题{\displaystyle P\to Q}的情况下，逆否命题可以与以下命题形式比较：
否命题（inverse） {\displaystyle \neg P\to \neg Q}
以上面的例子举例：“若现在不下雨，则我不穿雨衣。”。这类命题的真值与原命题的真值无关。
逆命题（converse） {\displaystyle Q\to P}
以上面的例子举例：“若我穿雨衣，则现在在下雨。”。这类命题是否命题的逆否命题，因此其真值也与原命题的真值无关。
非命题（negation） {\displaystyle \neg (P\to Q)}
以上面的例子举例：“若现在在下雨则我穿雨衣是不存在的。”或者“下雨时，我有时不穿雨衣。”。若此命题为真，那原命题则为假。